# Lucialoppet
Lucialoppet är en idrottstävling som genomförs i anslutning till Luciadagen den 13 december. Tävlingar finns på många orter i Sverige och i varierande sporter.
- Bovallstrand Löpning
- Lund Löpning
- Oskarshamn
- Visby Löpning
- Vretstorp Löpning (Tidigare har tävlingen genomförts i Odensbacken)